# Marshall McLuhan
Herbert Marshall McLuhan, né le 21 juillet 1911 à Edmonton et mort le 31 décembre 1980 à Toronto, est un philosophe, théoricien de la communication et intellectuel canadien. Egalement professeur de littérature anglaise et, il est un des fondateurs des études contemporaines sur les médias.
Étudiant les transformations culturelles apportées par l'imprimerie dans le monde occidental, il en arrive à la conclusion que le média de communication peut avoir, à long terme, plus d'importance que le contenu qu'il transmet, car il est une extension des sens et, de ce fait, détermine la façon dont sont abordés le monde et la société. Outre l'imprimerie, McLuhan s'intéresse à l'effet de la radio et tente de prévoir les bouleversements qu'entraînera la télévision. Il anticipe aussi, à certains égards, l'impact de l'ordinateur portable miniaturisé.

## Biographie
McLuhan naît le 21 juillet 1911 à Edmonton, en Alberta. En 1916, la famille déménage à Winnipeg. Il s'inscrit à l'Université du Manitoba en 1928, avec l'intention de se spécialiser en ingénierie, mais renonce à cette carrière après la première année et choisit plutôt de se spécialiser en anglais et philosophie. Il se passionne pour la littérature. Il s'embarque pour l'Angleterre à l'été 1932 et passe trois mois à y faire du tourisme à vélo. En 1933, il obtient l'équivalent canadien de la Licence universitaire, avec médaille d'or et commence une thèse de maîtrise traitant de George Meredith.
En 1934, il demande une bourse Rhodes pour aller étudier à Oxford, mais sa candidature est rejetée parce qu'il a défendu en entrevue la validité de l'étude des bandes dessinées. En revanche, il est accepté à Cambridge (Royaume-Uni), où il passera deux ans. Il est initié à la théorie littéraire du New criticism par F. R. Leavis et I.A. Richards. À leur contact, il découvre l'importance de la perception : tandis que les sensations visuelles relèvent d'un mode de pensée logique et linéaire, les sensations auditives font appel à un autre mode, plus intuitif et global. Il découvre aussi la richesse des mots d'esprit.
En 1936, McLuhan accepte un poste de professeur adjoint au département d'anglais de l'Université du Wisconsin (États-Unis). Durant l'année 1936-37, fortement influencé par sa lecture de G. K. Chesterton, il se convertit au catholicisme et devient un fervent pratiquant, ce qui lui vaudra d'être nommé conseiller du Vatican en 1976. De 1938 à 1939, il enseigne à l'Université de Saint-Louis, première d'une série d'institutions catholiques auxquelles il sera affilié.
C'est durant son séjour à Saint-Louis qu'il rencontre Corinne Lewis (1912-2008), native de Fort Worth (Texas). Il l'épouse en 1939. Le couple fait alors un voyage en Italie puis s'installe à Cambridge, où Marshall termine sa thèse de maîtrise et entreprend sa thèse de doctorat sur Thomas Nashe, un pamphlétaire anglais du XVIe siècle. Il acquiert une solide connaissance de l'histoire intellectuelle du Moyen Âge et de la Renaissance.
En 1940, il retourne enseigner à Saint-Louis, où il restera quatre ans. Il a notamment comme étudiant Walter J. Ong, dont les travaux sur l'oralité se situent dans le prolongement de ses hypothèses et ont eu beaucoup de répercussions.
En 1944, McLuhan retourne au Canada. Il enseigne de 1944 à 1946 au Collège Assumption à Windsor (Ontario), puis est engagé par l'Université de Toronto pour enseigner la littérature anglaise au collège catholique St. Michael. Il se lie avec Harold Innis dont les théories sur le rôle des systèmes de communication dans l'histoire (Empire and communications et The Bias of Communication) l'influenceront profondément, au point qu'il dira de La Galaxie Gutenberg — publiée en 1962 — qu'elle est une note de bas de page aux travaux d'Innis. Marginalisé au sein de son département, il abandonne la littérature, se plonge dans l'étude des médias et devient membre de l'école de communication de Toronto, avec Innis, Eric Havelock et Edmund Carpenter. Il impressionne ses collègues par sa capacité à repérer des structures récurrentes (patterns) dans tout ce qui lui tombe sous les yeux,.
Il publie en 1951 The Mechanical Bride: The Folklore of Industrial Man (La Mariée mécanique : le folklore de l'homme industriel), dans lequel il étudie les effets de la publicité et dissèque la culture nord-américaine de façon précise, impitoyable, spirituelle et mordante. Mais il est extrêmement déçu de la façon dont l'éditeur a amputé son texte et du retard apporté à la publication. En effet, « le livre est paru juste au moment où la fiancée mécanique était remplacée par la fiancée électronique. »
En 1953, il obtient une bourse de 44 250 $ de la Fondation Ford pour une étude sur les « Nouveaux traits de langage et de comportement en relation avec les nouveaux médias ». La même année, il lance la revue Explorations. Grand lecteur, il lisait en moyenne 35 livres par semaine.
En 1963, l'Université de Toronto crée pour lui le Centre for Culture and Technology, qu'il dirigera jusqu'en 1979. En novembre 1967, alors qu'il occupait pour un an la chaire Albert Schweitzer à l'université Fordham, dans le Bronx à New York, il est opéré d'une tumeur au cerveau, grosse comme une balle de tennis. Ce faisant, le chirurgien découvre que son cerveau était irrigué par deux artères au lieu d'une, ce qui est extrêmement rare. À la suite de cette opération, McLuhan perd une bonne partie de sa mémoire photographique et doit reprendre ses lectures, mais son activité est considérablement réduite. Son fils, Eric McLuhan, l'aide dans son travail et à la gestion du Centre, ainsi que Derrick de Kerckhove.
En 1969, il est invité à une conférence de Bilderberg, au Danemark. Dans une lettre subséquente adressée au Prince Bernhard, qui en est le chairman, il s'en prend violemment aux autres participants, qu'il juge « incompétents » et incapables de se projeter dans le futur. Se qualifiant lui-même d'élément perturbateur, il revient sur les propos qu'il y aurait tenus, assimilant État-providence et communisme. Il écrit ainsi : « Le communisme est apparu bien avant Karl Marx [...] Pourquoi combattons-nous le communisme ? Nous sommes les gens les plus communistes de toute l'Histoire du monde. »
Un accident vasculaire cérébral survenu le 26 septembre 1979 le prive de l'usage de la parole durant la dernière année de sa vie. Il meurt en 1980, à l'âge de 69 ans.
Marshall et Corinne ont eu six enfants : Eric (1942), les jumelles Mary et Teresa (1945), Stephanie (1947), Elizabeth (1950) et Michael (1952).

## Théorie des médias
Son approche fondamentale repose sur la notion de l’équilibre des sens, équilibre qui serait présent chez l’enfant comme chez le primitif, mais que les technologies et l’éducation perturbent, en donnant la primauté à la vue dans l’école traditionnelle, puis à l’ouïe depuis l’apparition de la radio et, enfin, au système nerveux central depuis l’arrivée de la télévision :

« L'enfant très jeune est comme le primitif : ses cinq sens sont utilisés et ont trouvé un équilibre. Mais les technologies changent cet équilibre ainsi que les sociétés. L'éducation développe un sens en particulier. Hier c'était la vue, par l'alphabet et l'imprimerie. Depuis plusieurs décennies, c'est l'ouïe. Et désormais, c'est notre système nerveux central. Video-Boy a été élevé par la télévision. Sa perception est programmée autrement, par un autre média. »

Il désigne la somme et l'interaction des divers sens sous le nom de sensorium. L'arrivée d'un nouveau média bouleverse le sensorium, avec des répercussions touchant tout le développement d'une civilisation : « Si l'alphabet phonétique est tombé comme une bombe sur l'homme tribal, l'arrivée de l'imprimerie l'a frappé comme une bombe H de 100 mégatonnes. »

### Diversité et hiérachisation des médias
Un média est une extension de nos sens, une « métaphore active [qui permet de] traduire l'expérience en des formes nouvelles ». La parole a été le premier média, « la première technologie qui a permis à l'homme de lâcher son milieu pour le saisir d'une autre façon ».
Cette conception du média permet à McLuhan d'appliquer ce terme à un large éventail de réalités. Dans Pour comprendre les médias, il consacre un chapitre à chacun des principaux médias : la parole, l'écriture, les routes, les chiffres, le vêtement, l'habitat, l'argent, les horloges, l'imprimé, les bandes dessinées, la roue, la photographie, la presse, la voiture, la publicité, les jeux, le télégraphe, la machine à écrire, le téléphone, le phonographe, le cinéma, la radio, la télévision, les armes, l'automation. Au total, il identifie ainsi 26 médias, soit exactement le nombre de lettres dans l'alphabet latin.
Les médias connaissent une hiérarchisation en fonction de l'ampleur des effets qu'ils ont sur le public. Avec la technologie de l'électricité, « nous approchons rapidement de la phase finale des prolongements de l'homme : la simulation technologique de la conscience. Dans cette phase, le processus créateur de la connaissance s'étendra collectivement à l'ensemble de la société humaine, tout comme nous avons déjà, par le truchement des divers média, prolongé nos sens et notre système nerveux. »

### « Le média est le message »
L'idée maîtresse que l'on retrouve à travers les ouvrages de McLuhan tient en une seule phrase : « Le média est le message », ce qui veut dire que le canal de communication utilisé constitue en fait le véritable message. Cette idée est développée à travers toute l'œuvre de McLuhan, et sert de titre au premier chapitre de son livre Pour comprendre les médias. Ce n'est donc pas d'abord le contenu qui affecte le public consommateur d'un média, comme on le croit souvent, mais le canal de transmission lui-même. Un exemple simple permet de mieux saisir cette affirmation : l'imprimé est un média, car il permet de transmettre une information depuis un émetteur vers un récepteur. En tant que média, il est plus rapide que la parole transmise de bouche à oreille, par exemple. Mais plus que le gain de temps, c'est la plus grande distance parcourue par cet imprimé dans un laps de temps constant qui importe. Considérons une cité donnant des ordres à ses garnisons via l'imprimé, l'association de celui-ci avec la roue et la route permet de contrôler une région notablement plus vaste. Ce média joue un rôle profondément centralisateur : il induit automatiquement une société structurée autour d'un centre donneur d'ordres.
McLuhan situe le message non pas dans le seul sens exprimé par l'émetteur, mais dans la combinaison unique de l'effet message/média (pragmatique de la communication). Ainsi, l'expérience vécue du média utilisé (téléphone, Internet, etc.) est mise au premier plan, lui subordonnant le message, et inversant la traditionnelle opposition fond/forme.
En énonçant l'idée que le média est le message, il affirme entre autres que l'important est la forme prise par le média (l'effet de la technologie), ainsi que sa combinaison avec le message. Selon lui, les exemples se multiplieront naturellement à l'âge électronique et ces structures se révéleront d'elles-mêmes. Cet impact du média, qui prime sur le contenu du message lui-même, explique, selon le théoricien, que les innovations technologiques, en engendrant des modifications du dispositif sensoriel et intellectuel de l'homme, aient bouleversé les civilisations.
Contrairement à l'idée courante véhiculée par le mcLuhanisme, McLuhan n'était cependant pas un amateur des médias modernes et restait inquiet quant à leur impact sur la culture. Mais il estime qu'il faut les étudier pour éviter d'être emporté par eux comme par un maelstrom. Commentant la réaction négative d'un critique new-yorkais à Understanding Media (1964), il s'exclame que ce n'est pas parce qu'il prévoit un monde où nous serons tous interconnectés dans une conscience globale grâce à des ordinateurs portables de la taille d'audioprothèses qu'il pense personnellement que ce soit une bonne chose.
Son attitude est parfois plus positive, présentant des échos de l'idée de noosphère développée par Teilhard de Chardin, comme dans l'entrevue donnée à Playboy, où il dit sentir que nous sommes sur le seuil d'un monde excitant et libérateur dans lequel la tribu humaine peut devenir réellement une même famille et où la conscience peut se libérer des chaînes de la culture mécanique et se mettre à sillonner le cosmos. Cette idée d'extension de la conscience était déjà présente dans l'introduction de Pour comprendre les médias (1964).

### La Galaxie Gutenberg
Dans son ouvrage La Galaxie Gutenberg (1962), McLuhan détermine trois étapes du développement du processus de communication, liées à l’impact du média. D’abord, il décrit un stade primitif, où l’on communiquait sans écriture et dans lequel l’ouïe était sollicitée pour percevoir la parole. Apparaît ensuite « la Galaxie Gutenberg » : l’imprimerie déplace la communication de l’ouïe vers l’œil, de telle sorte que les informations visuelles sont multipliées et peuvent être parcellisées. C’est la civilisation de l'imprimé. Puis, le troisième stade est l’ère de la radio : « la Galaxie Marconi » et la civilisation de l'audiovisuel réintroduisent dans la communication la proximité présente dans les sociétés orales.
Dans son analyse de l'imprimerie, McLuhan rend hommage à Alexis de Tocqueville, qui a été « le premier à maîtriser la grammaire de l'imprimé et de la typographie », ce qui lui a permis de « décoder les changements en cours en France et en Amérique, comme s'il lisait à livre ouvert ». Tocqueville, en effet, dans L'Ancien régime et la Révolution (1856), avait montré que l'imprimerie avait contribué à homogénéiser la nation française.

Il voit la typographie comme « la première expérience de mécanisation d'un métier manuel ». En raison de son caractère uniforme, 

« Le simple fait de lire est une expérience semi-hypnotique qui berce l'esprit et l'endort aussitôt. Comment n'est-il jamais venu à l'esprit du public littéraire que l'usage monotone et hypnotique de l'imprimé pourrait bien être la raison d'un contenu qui se modèle bientôt sur lui? »

Un média dominant a pour caractéristique de nous rendre aveugle à son action, en raison de notre projection narcissique subliminale dans cette extension de nos sens. L'analyste des médias doit donc réussir à se détacher de leur emprise, comme Tocqueville a su le faire.
McLuhan classe les médias en deux grandes catégories. D'un côté, les médias « chauds » (hot), dont la définition est très grande et qui ne demandent la participation que d'un seul de nos sens. L'information reçue par ce sens étant d'entrée de jeu très riche, la participation du cerveau est faible. Sont classés dans cette catégorie: la radio, le cinéma, l'imprimé et la photographie.
De l'autre côté, les médias « froids » (cool), à faible définition et qui s'adressent à plusieurs sens. Ils demandent de la part du récepteur une participation très importante pour compenser la pauvreté ou le flou de l'information. Sont classés dans cette catégorie : la télévision (dont la définition était très faible en 1960), la voix, le téléphone.
Cette classification des médias en « chauds » et « froids » a été souvent critiquée comme étant peu cohérente,. Au lieu de s'appuyer sur une base physiologique, elle repose en effet sur l'intuition que les effets de la télévision sur le spectateur sont radicalement différents de tout ce qui avait été expérimenté jusque-là par les humains.

### Évolution des médias
Dès 1967, McLuhan est conscient, bien avant l'apparition du premier ordinateur personnel, des dangers que posent les bases de données informatiques — qui n'oublient et ne pardonnent rien — et de la surveillance qu'elles rendent possible sur la vie des citoyens « du berceau jusqu'au tombeau », une idée développée dans le livre The medium is the massage (1967). Il est à noter que le titre initial de cet ouvrage contenait bien le mot message, mais celui-ci avait été déformé en massage à la suite d'une erreur de typographie : amusé par cette coquille, McLuhan a choisi de la conserver dans le titre définitif.

### Contenu du média
Selon McLuhan, le « contenu » d'un média est toujours un autre média. Ainsi, le contenu de l'écriture est la parole, celui de l'imprimé est le manuscrit, et celui du télégraphe est l'imprimé.
Ce que l'on désigne couramment comme le contenu d'un média ou le contenu d'un livre est comparable à « un savoureux morceau de bifteck que le cambrioleur offre au chien de garde de l'esprit pour distraire son attention ».
Son fils Eric précise plus tard dans Laws of Media: The new Science (publié en 1988) les quatre questions à poser au sujet d'un média :
1. Qu'est-ce que le média étend ?
2. Qu'est-ce que le média rend obsolète ou cannibalise ?
3. Qu'est-ce que le média récupère ?
4. Qu'est-ce que le média inverse[34]?

## Réception critique
McLuhan a joui d'un succès considérable dans les années 1960. Il faisait la couverture des magazines et était recherché comme conférencier. Son livre The medium is the massage s'est vendu à un million d'exemplaires. Toutefois, il est ignoré par la plupart des universitaires, même au Canada, et sa réception en France est largement négative.
Dès 1974, Raymond Williams critique son « déterminisme technologique », et cette critique sera souvent reprise. La pensée de McLuhan tombe alors dans l'oubli et ne commence à être réexaminée qu'au début des années 1990 avec l'arrivée du Web, une autre révolution technologique qui bouleverse notre rapport aux contenus.
Cet effort de réhabilitation se heurte au mcLuhanisme, qui est une déformation de sa pensée à l'usage du grand public. Selon cette vulgate, McLuhan serait un partisan de la télévision, un prophète du retour à l'oralité, un adepte naïf de la globalisation et un adversaire de l'écrit. Cette vision simplifiée et fausse du penseur canadien serait due au fait que McLuhan était un penseur non linéaire, qui a développé sa pensée à travers 25 livres, des centaines d'articles et des milliers de lettres, ainsi que dans des entrevues, des disques, des vidéos et des films. Une des phrases de McLuhan les plus mal comprises est celle du « village global », souvent interprétée comme un retour à un état édénique de communication directe et bienveillante, alors qu'il a parlé de la terreur que produirait la rencontre de la culture de l'imprimé et de l'oralité électronique. Il était bien conscient des risques de violence liées au phénomène de retribalisation.
L'intérêt de McLuhan réside notamment dans la valeur de ses hypothèses, comme le souligne Neil Postman : « Imaginons que ce que nous sommes soit un produit de la façon dont nous nous représentons le monde, alors quelles conséquences ? Ou supposons que notre organe sensoriel et par conséquent nos présupposés psychiques et éthiques soient sous le contrôle invisible de nos médias, alors quelles conséquences? » Contrairement à la pratique en milieu universitaire, McLuhan aimait lancer des idées même si elles n'étaient pas solidement étayées, les considérant comme des « sondes » visant à explorer l’inconnu et à faire naître de nouvelles pistes de recherche. C'est sans doute ce qui lui a valu le cinglant calembour d'Umberto Eco, qui a qualifié son travail de « cogito interruptus ».
En 1991, paraît le Cours de médiologie générale de Régis Debray, que l'on a accusé de reprendre les thèses du Canadien, bien qu'il insiste au moins autant sur les communautés (organisation matérialisée) que sur les médias (matière organisée) pour expliquer les phénomènes de transmission des croyances. On leur reproche à tous deux une trop grande propension à l'historicisme, la séquence « logosphère, graphosphère, vidéosphère » chez Debray, tout comme la succession « Galaxie de Gutenberg, Galaxie de Marconi, village planétaire », étant des reconstructions historiques a posteriori.

## Au cinéma
En 1977, McLuhan tient son propre rôle dans le film Annie Hall de Woody Allen où le personnage que joue Allen tente de contredire un professeur dans une file d'attente au cinéma. Pour y parvenir, Allen fait intervenir McLuhan qui était à trois mètres de lui derrière une affiche et qui déclare au professeur « Vous ne savez rien de mon travail ! ».

### Ouvrages
- La Galaxie Gutenberg : la genèse de l'homme typographique  (trad. Jean Paré), Montréal, HMH, 1967. Titre original : (en) The Gutenberg Galaxy: The Making of Typographic Man, University of Toronto Press, 1962.
- Pour comprendre les médias, Seuil, coll. Points, 1968, 404 p. (titre original : (en) Understanding Media: The Extensions of Man, McGraw-Hill, New-York, 1964.)
- Message et Massage, un inventaire des effets, Paris, Jean-Jacques Pauvert, 1968, 160 p. (titre original : (en) The Medium is the Massage: An Inventory of Effects, Bantam Books, New York, 1967.)
- Guerre et Paix dans le village planétaire, Robert Laffont, Paris, 1970, 192 p. (titre original : (en) War and Peace in the global Village, Bantam Books, New York, 1967.)
- Au-delà du point de fuite, l'espace de la poésie et de la peinture (en) Through the vanishing Point, Space in Poetry and Painting avec Harley Parker, Harper and Row, New-York, 1968.
- Mutations 90, Montréal/Paris, Mame/Hurtubise HMH, 1969, 110 p. (Recueil de trois articles)
- Le paysage intérieur : critiques littéraires de 1943 à 1969 (The Interior Landscape: The Literary Criticism of Marshall McLuhan 1943-1962, McGraw-Hill, New-York, 1969.) (Recueil d'articles réunis par Eugene McNamara).
- Nos affaires, c'est la culture (en) Culture is our Business, McGraw-Hill, New-York, 1970, 338 p.
- Counterblast, avec Harley Parker, Montréal/Paris, Ed Mame/Hurtubise HMH, 1972, 144 p. (Édition originale : Harcourt, Brace and World, New York, 1969.)
- Du cliché à l'archétype : la foire du sens  (trad. Derrick de Kerckove), Montréal, HMH, 1973, 238 p.. Avec Wilfred Watson. Titre original : (en) From Cliche to Archetype, The Viking Press, New York, 1970.
- Les voix de la littérature : Bruits, masques, rôles (en) Voices of Litterature, Book III: Sounds, Masks, Roles. avec R. J. Schoeck, New York, Holt, Rinehart & Winston, 1970.
- Pour rester dans le coup, la meilleure action c'est l'abandon (en) Take Today, the executive as dropout, avec Barrington Nevitt, Harcourt, Brace and World, New-York, 1972, 306 p.
- D'œil à oreille, avec Derrick de Kerckhove, Hurtubise HMH, 1977, (titre original : (en) Processus and Media) (Recueil d'articles et de commentaires).
- Le village global, transformations de la vie sur terre et des médias au 21e siècle(en) The Global Village, Transformations in World Life and Media in the 21th Century, œuvre posthume avec Bruce R. Powers, Oxford University Press, New-York, 1989, 222 p. Jamais traduit.
- (en) Letters of Marshall McLuhan (Lettres de Marshall McLuhan), Correspondance réunie par Matie Molinaro, Corinne McLuhan, William Toye, (Oxford University Press, Toronto/Oxford/New-York, 1987, 562 p.) Jamais traduit.
- (en) The Classical Trivium: The Place of Thomas Nashe in the Learning of His Time, Gingko Press, 2006.
- (en) The Mechanical Bride: Folklore of Industrial Man, Vanguard Press, 1951. Traduction: La Mariée mécanique, Folklore de l'homme industriel, Alfortville, Ère, 2012.

### Interviews
- dans Playboy, entretien avec Eric Norden, mars 1969.
- dans Théorie de l'image, sous la direction de Henri Tissot, Robert Laffont, Paris, 1975
- dans Autre homme, autre chrétien à l'âge électronique Pierre Babin, Chalet, Lyon, 1977.
- dans les Écrivains sur la sellette Jean-Louis Ezine, Paris, Seuil, 1981 : “Apocalypse now pour l'écriture.”

### Articles
- dans (en) Explorations in Communication, Boston, Beacon Press, 1960, 208 p. Anthologie publiée avec Edmund Carpenter de la revue dirigée par Marshall McLuhan Explorations, éditée par l'Université de Toronto. Contient les articles : “Classroom without walls” (l'école sans murs), “Acoustic Space” (l'espace acoustique), “'The Effect of the printed Book on Language in the 16th Century” (l'effet du livre imprimé sur la langue au XVIe siècle), “Media Log”, “Five sovereign Fingers taxed the Breath.” (ce dernier titre est un vers de Dylan Thomas)
- dans les Imaginaires, Cause commune, UGE 10/18, Paris, 1976 : “Xéros, simulacre et mort du livre”
- dans Wyndham Lewis et le vorticisme, Pandora/Centre Georges Pompidou, Paris, 1982 : “le vortex de Lewis : art et politique en tant que masques du pouvoir” (extrait de Voices of Litterature, vol. I Bruits, masques, rôles).

### Préfaces
- (en) Tennyson selected poetry (Une anthologie de la poésie de Tennyson), New-York/Toronto/Londres, Holt, Rinehart and Wilson, 1956, 396 p. Préface de Marshall McLuhan Jamais traduit.

### Lettres
- (en) Molinaro, Matie; Corinne McLuhan; and William Toye, eds. Letters of Marshall McLuhan. Toronto: Oxford University Press, 1987.

### Archives
- Le fonds d'archives de Marshall McLuhan est conservé au centre d'archives de Montréal de Bibliothèque et Archives nationales du Québec[41].